# チクサクコール うすた京介短編集
『チクサクコール うすた京介短編集』(チクサクコール・うすたきょうすけたんぺんしゅう)は、うすた京介による日本の漫画短編集。2001年3月7日集英社から発売。

## 概要
うすた京介の読み切り作品などを収録した漫画短編集。
タイトルのチクサクコールとは、キャンプに参加したときの、謎のかけ声。

## 作品解説
ザ★手ぬきくん対物酢御くんパァト1
『週刊少年ジャンプ』1990年52号、1997年22・23号掲載。2頁。
第2回GAGキングの特別賞を獲得した作品。うすたは「結構いい加減でいいんだなぁ」と思ったが、後に「いい加減」である事の大切さと難しさを痛感している」と回顧している。余談であるが尾田栄一郎は「同じ号に自分の作品がホップ☆ステップ賞の最終候補に残っており、友達に自慢したらプロフィール欄に「15歳・熊本」と書かれていたため、自分の作品と間違えられた」という。後にパァト2（『週刊少年ジャンプ』1991年5号掲載）が制作されているが、コミックス未収録。
【ストーリー】 線と丸で描かれた手ぬきくんと劇画調の物酢御くんは野球で勝負する。
ザ★警察
『週刊少年ジャンプ』1997年22・23号掲載。2頁。
『ザ★手ぬきくん対物酢御くんパァト1』と共に投稿した作品。映画仕立てとなっている。
【ストーリー】 ある犯行現場にて犯人を追跡する二人の刑事。その場に……。
ザ★はげしいはんこう
『ザ★手ぬきくん対物酢御くんパァト1』と共に投稿した作品。雑誌には掲載されず、単行本にて初収録となった。主人公のウサギは後の読切『エト』にも登場している。
【ストーリー】 たかし君の友達のたけし君に出会ったウサギはあるプレゼントをもらい、嬉しい気持ちになっていたが……。
もうちょっと右だったらストライク!!
『e-ジャンプ』2000年1月18日増刊

それゆけ! 未確認飛行物体男（それゆけ! みかくにんひこうぶったいおとこ7）
『週刊少年ジャンプ』増刊1991年サマー・スペシャル
赤塚賞の佳作を獲得した作品。一番お気に入りの作品であり、自分のルーツがすべて集約されていると語る。主人公・UFOマンは後の連載作品『セクシーコマンドー外伝 すごいよ!!マサルさん』にもカメオ出演しており、ファンブックの企画にて島袋光年に描かれたこともある。
【ストーリー】 現在の日本に突如現れたヒーロー・UFOマン。ある日、暴漢に襲われた彼のもとに置かれた一通のファンレターには恐るべき内容が書かれていた……。
やれいけ未確認飛行物体男性（やれいけみかくにんひこうぶったいだんせい）
『週刊少年ジャンプ』増刊1993年スプリング・スペシャル
前作の第2弾。地元で描いた最後の作品だったと語る。
【ストーリー】 UFOマンは人に知られたくないエネルギーの源を失い、人々に知られないように、ほっかむりを被ってその商品を買いに行くが……。
男一匹セニョリータ（おとこいっぴきセニョリータ）
『週刊少年ジャンプ』増刊1995年サマー・スペシャル
『セクシーコマンドー外伝 すごいよ!!マサルさん』の連載直前に描かれた読切作品。ネームの段階で修正なしの許可をもらい、『マサル』への原動力となった作品と語る。
【ストーリー】 県立鼻高校に転校してきた特異な外見の高校二年生・磯野カツ夫人（いその カツふじん）は隣の女子・中島船子（なかじま ふねこ）に気に入られるため、期末テストで良い点を取ろうと夜の職員室で勉強に励もうとする……。
ビィフィータ
『週刊少年ジャンプ』1997年26号掲載。37頁。
『セクシーコマンドー外伝 すごいよ!!マサルさん』の連載中の読切作品。読切企画「リーダーズカップ」に出された作品。うすたの読切にて初のストーリー漫画だが、仕事疲れがピークの頃に描いた読切で不本意な結果になったという。
【ストーリー】 少年タンゴは一人の少女ジルバに恋をしていた、ある時ジルバに話しかけられたタンゴはジルバが隣の牧場の娘と知り、羨むが…。
忍者部隊ゲンバリング・ボイ（にんじゃぶたいゲンバリング・ボイ）
『週刊少年ジャンプ』1998年22・23合併号掲載。37頁。
『武士沢レシーブ』の連載前に描いた読切作品。マサルと違った雰囲気にするため、主人公が女の子と組んでいる。描き慣れないタイプのキャラばかりで冒険度の高い作品とのこと。
【ストーリー】 暴れん坊の高校生、江戸川頑馬（えどがわ がんま）は憧れの先輩・西山はるか（にしやま はるか）のいる高校に転入。彼女に近づくためにクラスメートの高村千鳥瀬（たかむら ちとせ）の目指す忍者部隊ゲンバリング・ボイに参加することになる。
エト
『週刊少年ジャンプ』1998年6号掲載。36頁。
詳細は『エト』を参照。

## 書籍情報
- うすた京介『チクサクコール うすた京介短編集』2001年3月7日発行、ISBN 4-08-873094-1